# Borówno (powiat chełmiński)
Borówno – wieś w Polsce położona w województwie kujawsko-pomorskim, w powiecie chełmińskim, w gminie Chełmno.

## Podział administracyjny
W latach 1975–1998 miejscowość należała administracyjnie do województwa toruńskiego.

## Historia
Wieś związana była historycznie z ziemią chełmińską na Pomorzu Nadwiślańskim. Ma metrykę średniowieczną i istnieje co najmniej od drugiej połowy XIV wieku. Wymieniona została po raz pierwszy w łacińskim w dokumencie z 1391 jako "Borow, Boraw".
Miejscowość była własnością kościelną czyli należała do kleru. Początkowo po sprowadzeniu w 1226 przez Konrada I mazowieckiego na Mazowsze zakonu krzyżackiego tereny, na których leży miejscowość w XIII-XV wieku należały do komturii starogrodzkiej z siedzibą w Starogrodzie. W 1466 na mocy traktatu toruńskiego podpisanego po zakończonej wojny trzynastoletniej toczonej pomiędzy państwem zakonu krzyżackiego, a Koroną Królestwa Polskiego miejscowość została włączona do Korony. W XVI wieku była własnością biskupią i leżała w powiecie chełmińskim Województwa chełmińskiego Korony Krolestwa Polskiego, w parafii Starogród na terytorium biskupstwa chełmińskiego w kluczu starogrodzkim oraz w parafii Starogród.
W latach 1391-1398 w miejscowości odnotowany został folwark zakonny. Z 1398 zachował się jego inwentarz, który wymieniał 150 sztuk bydła, 36 cieląt rocznych, 30 świń, 46 źrebiąt tegorocznych, jeden koń rasy pruskiej. Rządca folwarku miał natomiast 20 klaczy, źrebaka oraz 7 krów.
W 1430 odnotowano we wsi 16 uli pszczelich, które po połowie należały do zakonu w Borównie, oraz do Staszka, który miał 8 pni. W 1435 wieś podlegała komturii starogrodzkiej i liczyła 35,5 łanów czynszowych, z których płacono po 3 wiardunki oraz w naturze po trzy kury. Pozostałe 30,5 łana było opuszczone.
W 1454 oraz w 1457 Chełmno poprosiło króla polskiego Kazimierza IV Jagiellończyka o nadanie wsi Borówno z wielkim i małym sądownictwem na prawie chełmińskim dla wspomożenia podupadłego po wojnie z krzyżakami miasta. W 1505 Borówno razem z okręgiem starogrodzkim nadane zostało przez króla polskiego Aleksandra Jagiellończyka biskupowi chełmińskiemu. W XVI wieku stanowiło własność biskupstwa chełmińskiego. We wsi odnotowano wówczas 20 łanów chłopskich.

## Demografia
Według Narodowego Spisu Powszechnego (III 2011 r.) wieś liczyła 249 mieszkańców. Jest dwunastą co do wielkości miejscowością gminy Chełmno.

## Drogi wojewódzkie
Przez miejscowość przebiega droga wojewódzka nr 550.